# 多摩地域
多摩地域（たまちいき）は、東京都のうち、東京都区部（旧東京市）と東京都島嶼部（伊豆諸島・小笠原諸島）を除いた市町村部（26市・3町・1村）のこと。多摩地区（たまちく）、三多摩（さんたま）、多摩（たま）とも呼ばれる。また、多摩地域を指して「都下」と呼ばれる。
おおむね令制国時代の武蔵国多摩郡に相当し、古くは武蔵国の行政の中心地として国府と国分寺が置かれていた。
東京都人口（14,261,422人）の約3分の1に当たる4,301,592人がこの地域に居住している。国勢調査より、多摩地域の人口を上回る都道府県は順に神奈川県・大阪府・愛知県・埼玉県・千葉県・兵庫県・北海道・福岡県の8道府県。
三多摩などとも呼ばれ、住みたい街ランキングで上位に入る事が多い武蔵野市の吉祥寺を筆頭に八王子市以東は東京23区のベッドタウン・郊外エリアとして人気がある。

## 地理

### 地勢
関東平野の、おおむね武蔵野台地、多摩川低地および多摩丘陵に位置する。特に東部は国分寺崖線の「はけ」による坂があるものの、おおむね平地であり、市町村各自治体面積も50平方キロメートルと広くはない。多摩川より北は台地が多く、多摩川の南また西部は比較的丘陵地帯が多く山岳部もある。武蔵野台地の北側には孤立した狭山丘陵もある。

### 気候
気候は太平洋側気候に属するが、内陸地域であるため、内陸性の気候も見られる。夏は暑さが厳しく、猛暑日が多い。また、冬は冷え込みが厳しく、全域でほぼ連日冬日となる。
多摩平野部、武蔵野
立川市や府中市、調布市などの北多摩地域、多摩ニュータウン地域が該当する。夏の暑さが厳しく、猛暑の年には38℃前後まで上がることがある。また、都心部には近いが、冬は放射冷却が強いため、寒さが厳しく、-6℃前後まで冷え込むこともある。府中アメダスの1月の平均最低気温は-1.4℃で、北関東の前橋市の−0.5℃や埼玉県北部の熊谷市の−0.9℃よりも低い。
八王子、青梅
標高が高く、多摩平野部に比べてより内陸性の気候を受け持つ。夏の暑さは厳しく、八王子市は2018年と2020年に39.3℃、青梅市は2018年に40.8℃を観測している。また冬の寒さも厳しく、厳冬期には-8℃前後になることもある。
奥多摩
山間部のために夏は猛暑日は少なく、熱帯夜にならないことから避暑にも適している。冬は東京都の中で一番冷え込みが厳しく厳冬期には-10℃以下になることもあるが、奥多摩町アメダスは奥多摩湖畔に設置されているために比較的冷え込みが緩く周辺より3-4℃高く観測されている。

### 自然概況
「奥多摩」と呼ばれる山間部は関東山地の東縁で暖温帯林～冷温帯林の生育環境にあたり、第二次世界大戦後の拡大造林により人工林であるスギ林が多い。また多摩丘陵には落葉広葉樹林を中心とした雑木林のいわゆる里山が広がり、丘陵地が浸食された谷戸と呼ばれる地形も見られる。
- 川
  - 多摩川 - 平井川、秋川、残堀川、浅川、大栗川、野川（入間川、仙川）など
  - 荒川水系 - 霞川、成木川、柳瀬川（空堀川）、石神井川、神田川など
  - 鶴見川（恩田川）、境川など

- 山：高尾山、雲取山、三頭山、御前山、大岳山、御岳山など

- 公園：秩父多摩甲斐国立公園、明治の森高尾国定公園、国営昭和記念公園、小金井公園、東京都立浅間山公園、東京都立神代植物公園、東京都立高尾陣場自然公園、東京都立狭山自然公園、東京都立秋川丘陵自然公園、東京都立奥多摩湖畔公園 山のふるさと村、府中の森公園、東京都立小峰公園、東京都立秋留台公園など

### 範囲
旧武蔵国多摩郡であった区域のうち、東多摩郡を除く、北多摩郡・南多摩郡・西多摩郡の3つの地域の総称。おおむね多摩川と秋川の合流地点よりやや東の米軍横田飛行場付近から西が西多摩地域、それより下流の多摩川の南側が南多摩地域、北側が北多摩地域である。
タクシー業界では武蔵野市と三鷹市の2市が「都内・武三地区」（武蔵野・三鷹の略）として、それ以外は北多摩・西多摩・南多摩の3交通圏に分けられている。
路線バスの運賃地域区分では武蔵野市・三鷹市に加えて調布市の大部分と狛江市の4市は「都内均一運賃地区」として特別区（23区）と同じ均一運賃であり、府中市や立川市などの他の地域は武相運賃地区とも呼ばれる乗車区間に応じて変動する多区間運賃となる。乗車方法も均一運賃地区は前乗り先払い、武相運賃地区の多くは後乗り後払い（整理券発行）であるが、境界に近いエリアでは前乗り先払い申告制として多区間運賃を実施している。1965年に都区内地区と多摩地区に分けられた。武蔵野市や三鷹市などの多摩東部を都区内地区としたのは23区に隣接し市制化していたからであった。当時まだ郡部だった狛江町も23区と調布市に挟まれていたため、都区内に含めた。しかし、同じく23区に隣接している現在の西東京市域はまだ郡部の保谷町、田無町だっため都区内地区にしなかった。府中市の多磨駅周辺、調布市の飛田給地区、西東京市新町などは都区内料金区と、稲城市の京王相模原線沿線と矢野口駅周辺は川崎市料金区と繋がりが強いためバス会社によっては均一料金となることもある。　
電話の単位料金区域 (MA) では、狛江市の大半および調布市・三鷹市の一部地域が特別区扱いで、市外局番03である（参考までに、兵庫県尼崎市が入っている大阪市の市外局番06とは異なり、市外局番03は都外では使われていない）。03以外の区域は、0428の青梅料金区（山梨県北都留郡小菅村・丹波山村を含む）と0422の武蔵野三鷹料金区を除き、1997年（平成9年）～1998年（平成10年）にかけての移行後は、神奈川県相模原市の大半および山梨県南都留郡道志村の一部を含め042に統一されている。しかし料金区は依然、武蔵野三鷹、国分寺、立川、八王子、相模原、青梅に分かれており、異なる料金区間での市内通話はできないため、違う料金区にかける時は市外局番をつける必要がある。
多摩地域内を区分する場合、旧来の郡に合わせた多摩北部・多摩南部・多摩西部（あるいは北多摩・南多摩・西多摩）の3区分とする場合が多いが、おおよそ立川市を境に多摩東部・多摩西部という区分をすることもある。気象庁の天気予報では、多摩東部・多摩西部と2つに区分している。それ以外にも不動産関係企業などで便宜的に区分を細分化している場合がある。

### 変遷
多摩地域は、平安時代中期に延喜式において、武蔵国多摩郡とされたのが始まりである。明治維新後にこの地の旧天領、旧旗本領は武蔵県、韮山県などに編成された一方で、各藩の領地はそのまま各県の飛び地となった。多摩郡のうち東部の各村は武蔵県に編入され、品川県を経て1871年（明治4年）に東京府に編入された。北南西部の各村は韮山県に編入され、小田原県、神奈川県を経て、1893年（明治26年）に東京府に移管された。1878年（明治11年）の郡区町村編制法施行により、それぞれ東京府および神奈川県において東多摩郡・西多摩郡・南多摩郡・北多摩郡の4郡が成立した。東多摩郡は1896年（明治29年）に南豊島郡と合併して豊多摩郡（1932年（昭和7年）には東京市へ編入）となって消滅し、北多摩郡と南多摩郡は郡内全町村の市制施行に伴って1970年（昭和45年）、1971年（昭和46年）に消滅した。これにより旧多摩郡4郡で郡名を残すのは西多摩郡のみとなっている。

## 呼称
多摩に関しては「多摩」をご覧ください。

### 三多摩
本来の多摩地域は、令制国の武蔵国多摩郡に当たる。だがこの定義では、旧東多摩郡に属する地域（中野区・杉並区の全域）と旧北多摩郡に属する地域（世田谷区の旧砧村・旧千歳村）は多摩地域に含まれ、埼玉県から編入された旧北足立郡（旧新座郡）に属する地域（西東京市のうち旧保谷市の地域）と旧入間郡に属する地域（瑞穂町のうち旧元狭山村の地域）は多摩地域に含まれないことになる。
「東京都の特別区と島嶼を除いた地域」を指す名称としては、「多摩地域のうち東多摩郡を除く、北多摩郡・南多摩郡・西多摩郡の多摩3郡域」の意味で三多摩（さんたま）の語を用いる場合もあるが、前述のとおり世田谷区の旧砧村・旧千歳村の区域が北多摩郡であったため、厳密にはこれも正確な表現とは言えない。だが、多摩地域のうち旧東京市に編入された、現在の中野区・杉並区（旧東多摩郡、編入当時は豊多摩郡）、世田谷区の砧地域や烏山地域（旧北多摩郡）が東京23区となってから長年が経過し、これらの地域がかつて「多摩」であったという意識は薄れている。また市制施行により西多摩郡以外の2郡は消滅したため、「三多摩」の語の使用頻度は減少しつつある。ただし旧郡名については地域名称として、例えば東京都議会の北多摩第一～第四、西多摩および南多摩の各選挙区分として利用されている（東京都議会#選挙区も参照）。

### 三多摩の行政区画の変遷
北多摩郡
北多摩郡は、現在の武蔵村山・東大和・東村山・清瀬・東久留米・西東京・小平・昭島・立川・国立・国分寺・小金井・府中・武蔵野・三鷹・調布・狛江市及び世田谷区の西部（旧砧村・旧千歳村）の区域。1907年（明治40年）に西東京市の旧保谷市の区域が埼玉県北足立郡より編入された。北多摩郡は1970年（昭和45年）に村山町が武蔵村山市に昇格したのを最後に消滅した。旧郡役所所在地：府中町（同上）
現在の一級河川「多摩川」北側の地域であり「北多摩」と呼ばれる。
南多摩郡
南多摩郡は一級河川「多摩川」の南側であり、現在の八王子・町田・日野・多摩・稲城市の区域だったが、1971年に多摩・稲城の市制施行に伴い消滅。旧郡役所所在地：八王子市（同上）
現在の一級河川「多摩川」南側の地域であり「南多摩」と呼ばれる。
東多摩郡
東多摩郡は1896年（明治29年）に南豊島郡と合併して豊多摩郡の区域の一部となり、1932年（昭和7年）に旧東京市に編入された。現在の中野区、杉並区に相当する。旧郡役所所在地：中野村（同上 1896年（明治29年）当時）
西多摩郡
西多摩郡はかつて青梅・福生・羽村・あきる野市も含んでいたが、現在は瑞穂町・日の出町・奥多摩町・檜原村の3町1村に限ることである。1958年（昭和33年）に埼玉県入間郡元狭山村の区域の一部が編入された。旧郡役所所在地：青梅町（郡役所廃止1923年（大正12年））
- これらに関しては東京都も参照のこと。

### 広域多摩地域（TAMA）
多摩地域に加えて、神奈川県の国道246号沿線（川崎市の多摩区、麻生区、宮前区、高津区、横浜市の青葉区、緑区、都筑区、瀬谷区）や相模原市、大和市、埼玉県のうち旧入間県（所沢市、狭山市、入間市、川越市などの南西部）は、電気・電子機械製造業の工場・開発拠点、大学などの教育研究機関が集積しているため、旧通商産業省関東通商産業局は、この一帯を総称して「広域多摩地域」と名付けた。また、TAMA産業活性化協議会は、この広域多摩地域の総称を、「Technology Advanced Metropolitan Area」（技術先進首都圏地域）の頭文字をとって「TAMA」と名付けた。また、これらの地域は多摩地域とのつながりも深い。

### 業務核都市基本構想
東京都が多極分散型国土形成促進法により諸機能の立地促進を行うもの。八王子、立川、青梅、町田、多摩ニュータウン（多摩市）、相模原市の6箇所がある。

### 多摩広域拠点域・多摩イノベーション交流ゾーン
東京都が2017年に発表した「都市づくりのグランドデザイン～東京の未来を創ろう」によると、概ね武蔵野線から圏央道の間の地区(概ね埼玉県入間地区、青梅市、立川市、八王子市、町田市、相模原市、多摩ニュータウンとその周辺)を新たな地域区分として「多摩広域拠点域」と位置づけ、更に大学や企業、研究機関が集積している立川市、八王子市、町田市、相模原市、多摩ニュータウンの一帯を「多摩イノベーション交流ゾーン」と位置づけ、2040年に向けて多様なイノベーションが創出される地区にしていくことを目指すとしている。

## 歴史

### 律令制以前
現在の多摩地域は、令制国の武蔵国多摩郡に相当するが、534年の武蔵国造の乱の後に献上された4つの屯倉のうちの1つ多氷屯倉（おおいのみやけ、歴史的仮名遣：おほひのみやけ）の位置は、「多氷」を「多末」（たま）の誤記としてこの多摩郡、特に現在の東京都あきる野市付近であると推測されている。

### 律令制の時代
律令制において設置された前述の多摩郡には、武蔵国の中枢機関に当たる国府（現・府中市）と国分寺（現・国分寺市）、一宮小野神社（多摩市）、二宮二宮神社（あきる野市）が置かれた。なお、武蔵国は、現在の東京都および埼玉県の葛飾郡以外の地域と神奈川県北東部を含む広い版図だった。
この地域の一部には古代から帰化人が移住していたとされ、高句麗人1799人が集められた高麗郡、新羅人74人が集められた新羅郡（新座郡）が置かれた。また亀塚古墳のある狛江郷（狛江市）は高句麗に由来するとする説もある。
『延喜式神名帳』には、足立郡に氷川神社（名神大社）、多摩郡に阿伎留神社、小野神社（一宮）、青渭神社、穴澤天神社、大麻止乃豆乃天神社等が見える。対して、後世に武蔵国総社とされた大國魂神社や、東京都区部の神社として著名な神田明神や日枝神社の名は見えない。

### 中世
平安時代後期・鎌倉時代には武蔵七党などの武士団が勃興した。鎌倉後期の元弘3年（1333年）5月には上野国の新田義貞が挙兵し、義貞勢は南下して5月15日に武蔵府中で鎌倉幕府勢の北条泰家を破り（分倍河原の戦い）、鎌倉へ侵攻した。
戦国時代の多摩郡は、関東管領の上杉氏による支配を経て、江戸を本拠地とする太田氏や小田原（神奈川県小田原市）を本拠地とする戦国大名である後北条氏の地盤となった。北条氏政の弟・北条氏照は八王子城（八王子市）を築き、西方の甲斐国の武田氏に備えた。その後北条氏も豊臣秀吉の小田原征伐によって没落した。

### 近世
江戸時代には、幕府の直轄領（御料）や旗本領となり、八王子宿には関東各地の直轄領を支配する代官18人が駐在することとなり、武田氏旧臣の大久保長安が代官頭を務めて、多摩地域の開発と甲州街道や青梅街道の整備に当たった。また、江戸幕府は、国境警備のため、八王子宿周辺の農村に八王子千人同心を配した。近藤勇（現・調布市）、土方歳三（現・日野市）など新選組主要隊士の出身地もこの地域である。

### 東京府
多摩郡内の旧幕府・旗本領は韮山県や品川県などに編入されたが、川越藩領との移管も含めて、各町村ごとの管轄の変遷は極めて錯綜している。1871年（明治4年）8月29日（旧暦7月14日）の廃藩置県後、同年12月（旧暦11月）に多摩郡は東京府と入間県に分割されたが、多摩郡内が横浜に居留する外国人の遊歩区域に含まれるとの神奈川県知事・陸奥宗光の上申により全域が神奈川県に移管された。ただし、東部の中野村ほか31村（現在の中野区・杉並区）は1872年（明治5年）9月に再び東京府へ移管された。1878年（明治11年）11月に施行された郡区町村編制法により、神奈川県管下の区域は3分割され西多摩郡、南多摩郡、北多摩郡に、東京府管下の区域は東多摩郡となった。
この後、多摩3郡は1893年（明治26年）に東京府に編入された。この理由は、帝都の水源である多摩川や玉川上水を東京府の管理下に置くためとされた。しかし当時の政府が日清戦争に備えての海軍力増強予算を帝国議会で成立させるためだったという説もある。それは、この時期の多摩地域は自由民権運動の中心でもあり、この時期には自由党の地盤でもあった。これは、多摩地域に養蚕業を中心とした製造業者とそれを横浜港から輸出する流通業者が多く、軍事よりも産業振興を求める層だったからであるといわれている。軍事大増強を阻もうとする自由党の地盤を行政区画の変更という手段で解体したのではないかというものである。移管の際に反対運動の中心となったのは自由党の戦闘組織である三多摩壮士団だった。大阪事件以降の村野常右衛門や森久保作蔵は東京市政において大正末頃まで大きな影響力を及ぼす。多摩は名望家で民権家で同時に多様な集団の受け皿となった人物を多く輩出している。
1895年（明治28年）に内務省が東京15区を政府の管理下に置くために「東京都制および多摩県設置法案」を出したが、帝国議会や東京市民から自治権を奪うものだとして反発を受け、成立には至らなかった。しかしこの時期、「多摩県」構想や「武蔵県」構想は実際に存在した。
「多摩県」構想は、多摩3郡のみで県を構成する案だった。この構想での県庁所在地は、八王子市である。一方、「武蔵県」構想は、東京市（発足当時の15区）を除く東京府、すなわち多摩3郡と豊多摩郡・北豊島郡・荏原郡・南足立郡・南葛飾郡を含めて県を構成する案だった。この案では、豊多摩郡内藤新宿町（1920年東京市四谷区に編入）あるいは八王子市に県庁を置く案があった。
1907年（明治40年）4月1日 、埼玉県北足立郡保谷村が北多摩郡に編入された。
1932年（昭和7年）10月1日、東京市が20区制に編成されることにともない、豊多摩郡が東京市に編入された。
1936年（昭和11年）10月1日、北多摩郡砧村、千歳村が東京市世田谷区に編入された。

### 東京都
1943年（昭和18年）7月1日、内務省によって東京市と東京府は廃止され、東京都が設置された。東京都発足時、道路・公共施設等の都市基盤の整備状況は特別区と三多摩地域とで大きな差を生じており、「三多摩格差」の語が生まれた。
第二次世界大戦後のこの地域には大規模な住宅団地や工業団地が進出し、多摩丘陵には全国最大規模の多摩ニュータウンが建設された。このニュータウンの完成に合わせて、京王相模原線、小田急多摩線が開通した。また、特別区のキャンパスが手狭になった大学の移転も相次いだ。
1958年（昭和33年）10月15日には、埼玉県入間郡元狭山村が西多摩郡瑞穂町へ編入された。
1964年（昭和39年）に開催された東京オリンピックでは、八王子市に仮設された「八王子ロードレースコース」において自転車競技が行われた。また1967年（昭和42年）、全国第2の高速道路として中央自動車道が開通した。この道路の初めての開通部分は調布インターチェンジ - 八王子インターチェンジで、いずれも多摩地域内である。
1970年（昭和45年）狛江町、大和町、清瀬町、久留米町、村山町が市制施行によりそれぞれ狛江市、東大和市、清瀬市、東久留米市、武蔵村山市となり郡より離脱、これにより北多摩郡が消滅した。
1971年（昭和46年）には稲城町と多摩町が市制施行してそれぞれ稲城市、多摩市となり郡より離脱、同年南多摩郡消滅。
1977年（昭和52年） 米軍立川基地が横田基地へ移転し、同基地は日本に全面返還される。跡地は国有地化され、陸上自衛隊立川駐屯地、立川広域防災基地や、後の1983年（昭和58年）に開園した国営昭和記念公園などに転用された。
1991年（平成3年）には羽村町が市制施行して羽村市となり、1995年（平成7年）には五日市町が秋川市と合併しあきる野市が発足、西多摩郡より離脱。
1998年（平成10年）には多摩地域に不足している南北間の交通を補完する目的で多摩都市モノレールが開通した。また2002年（平成14年）にはこの地域内に首都圏中央連絡自動車道（圏央道）の東京都内部分が初めて開通。2007年（平成19年）にはこの地域内にある八王子ジャンクションが供用開始されたことにより中央道と関越道とが圏央道を介して接続された。
2007年（平成19年）12月には、町田市と相模原市の間を流れる境川の改修に伴い、両市の境界線が変更された。
2013年（平成25年）には、多摩地域と島嶼部を中心とした国民体育大会「第68回国民体育大会」が開催された。

## 自治体

多摩地域地図

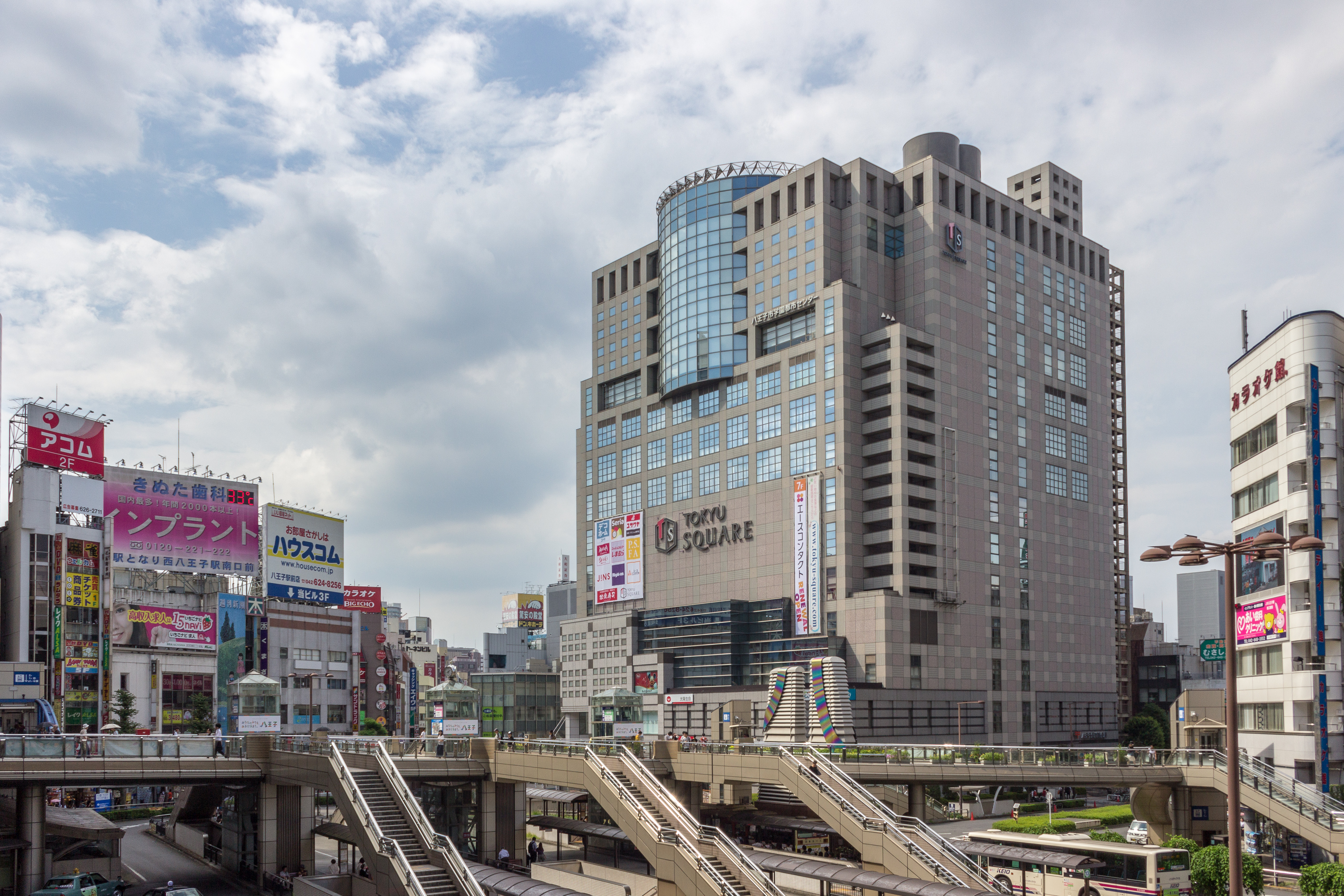
八王子市
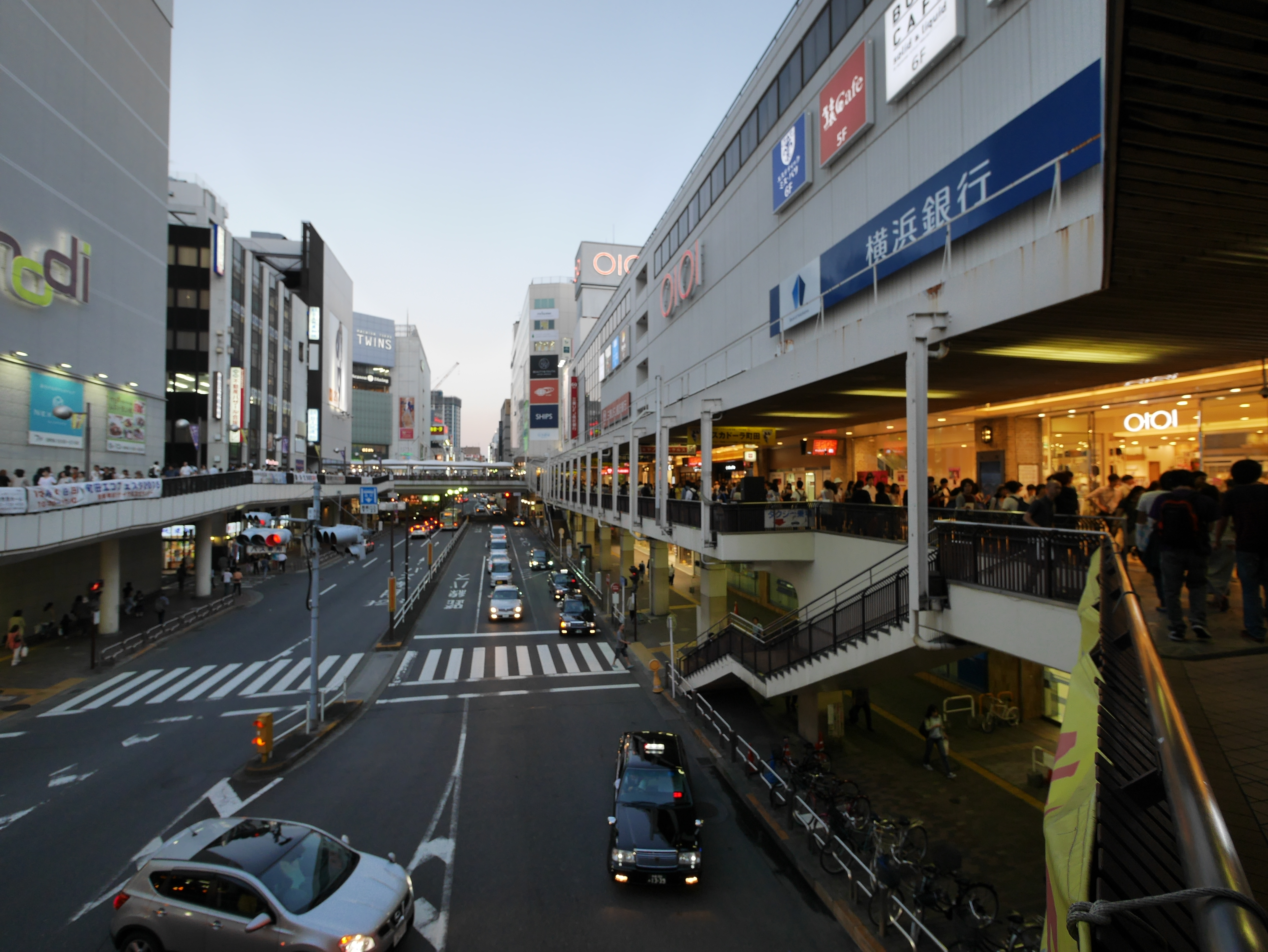
町田市
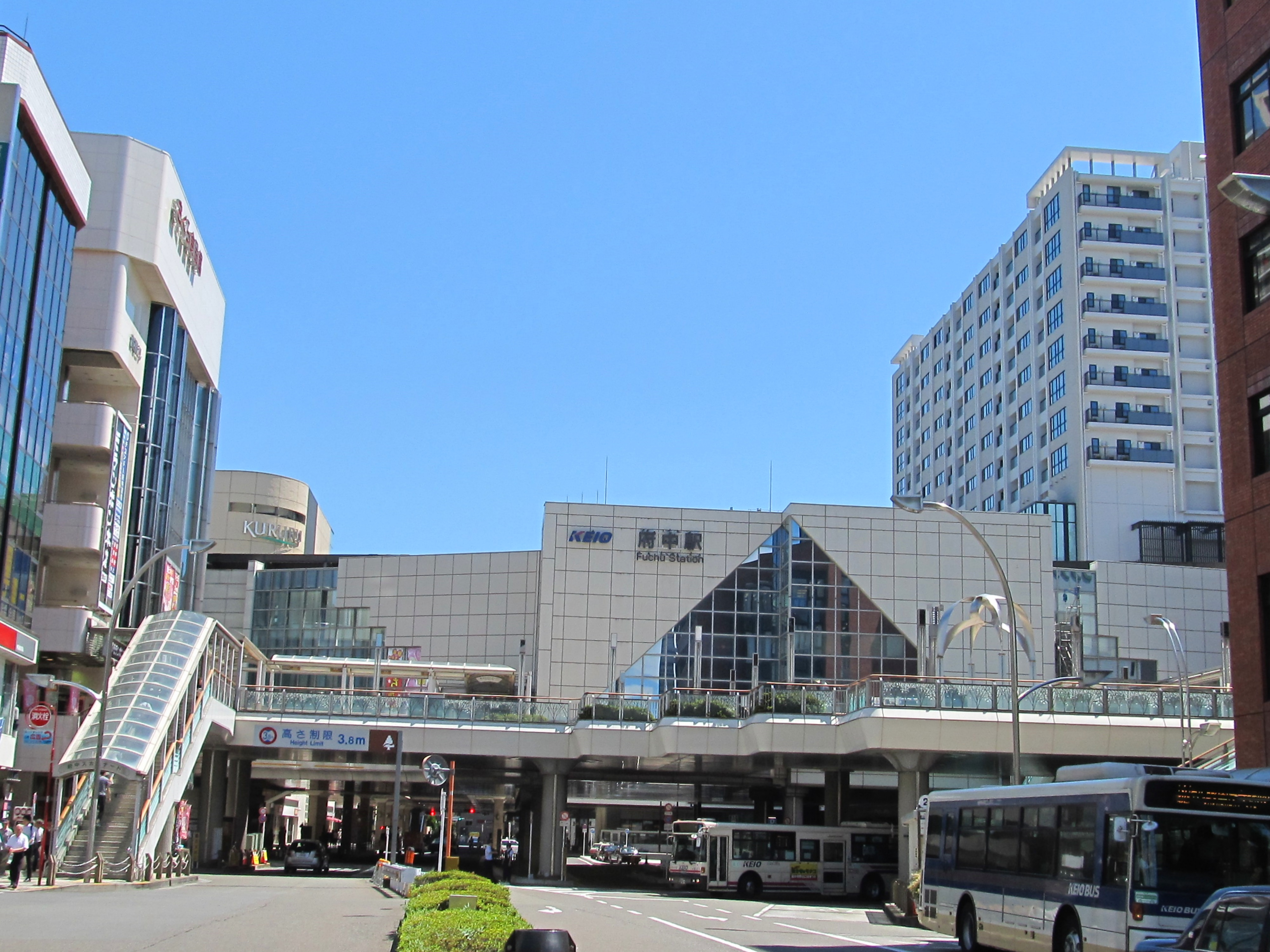
府中市
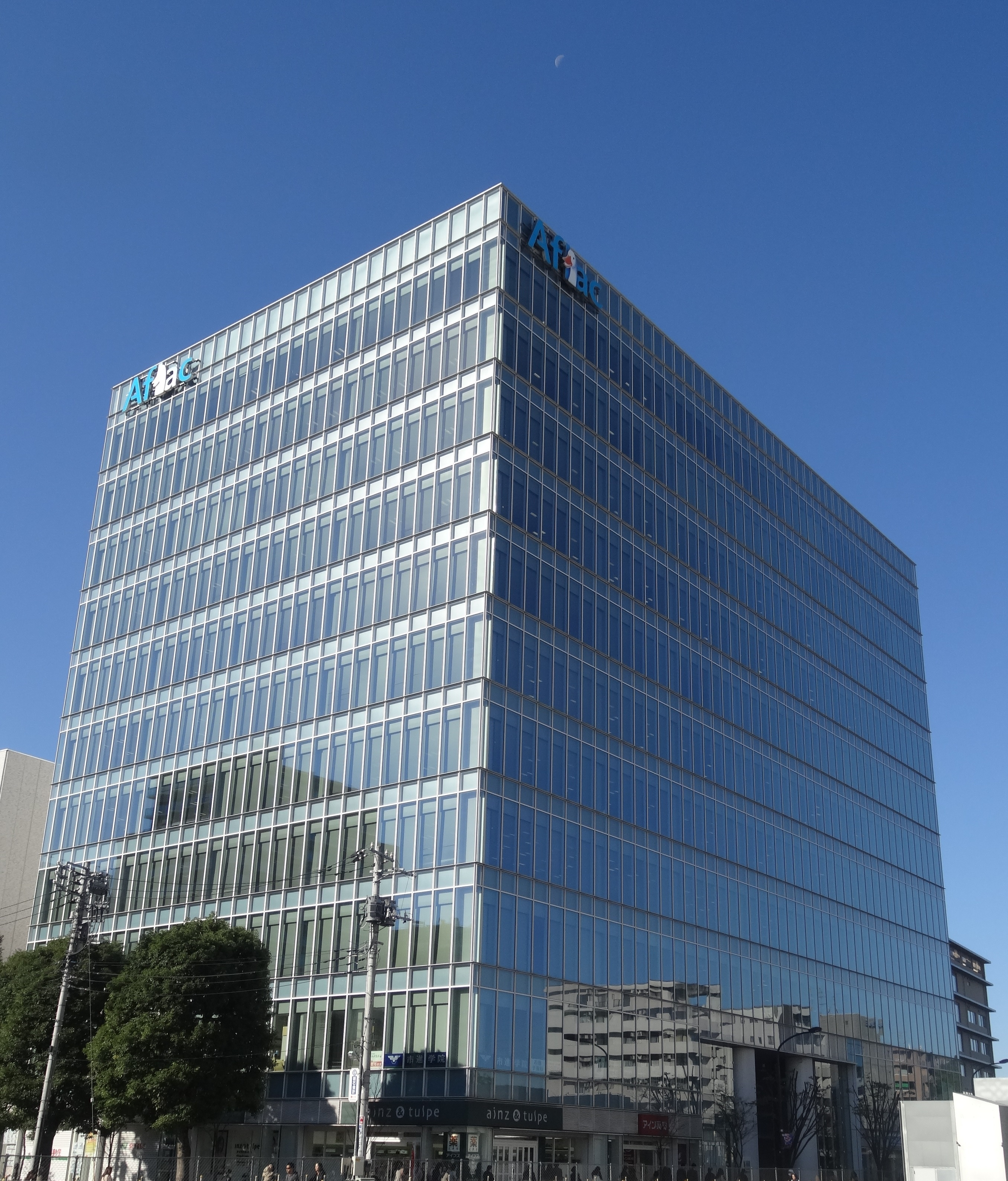
調布市
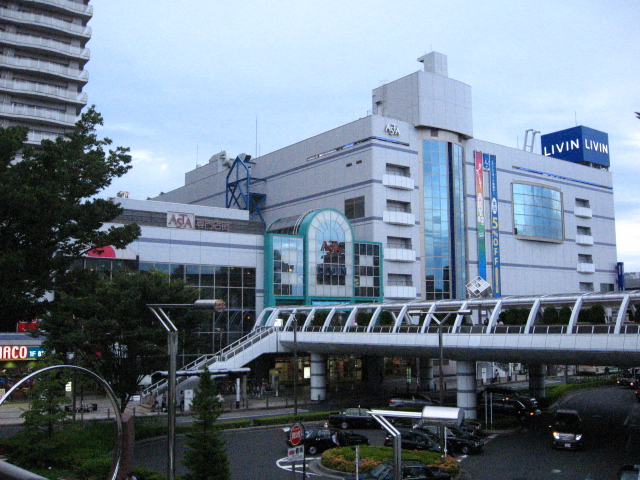
西東京市
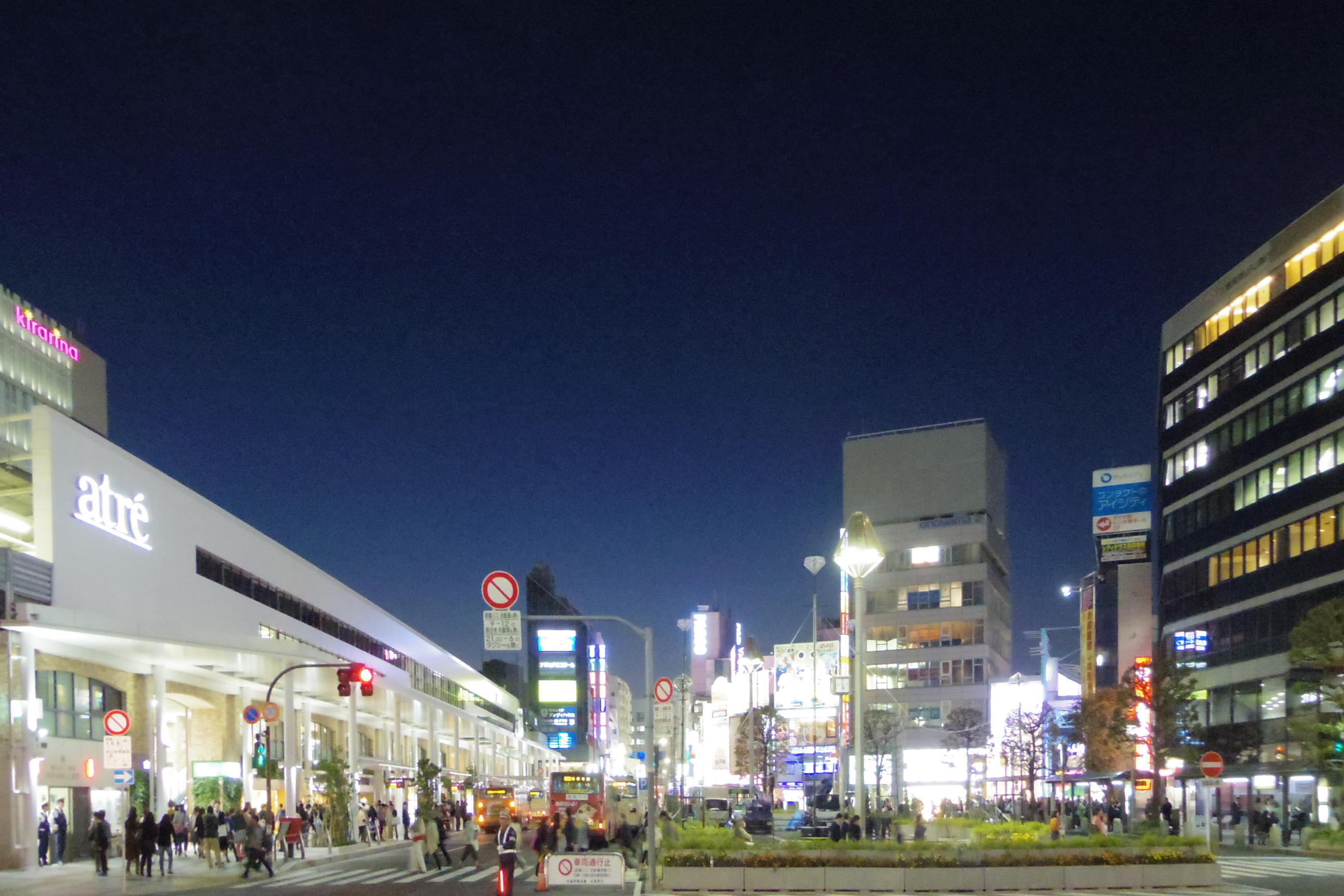
武蔵野市
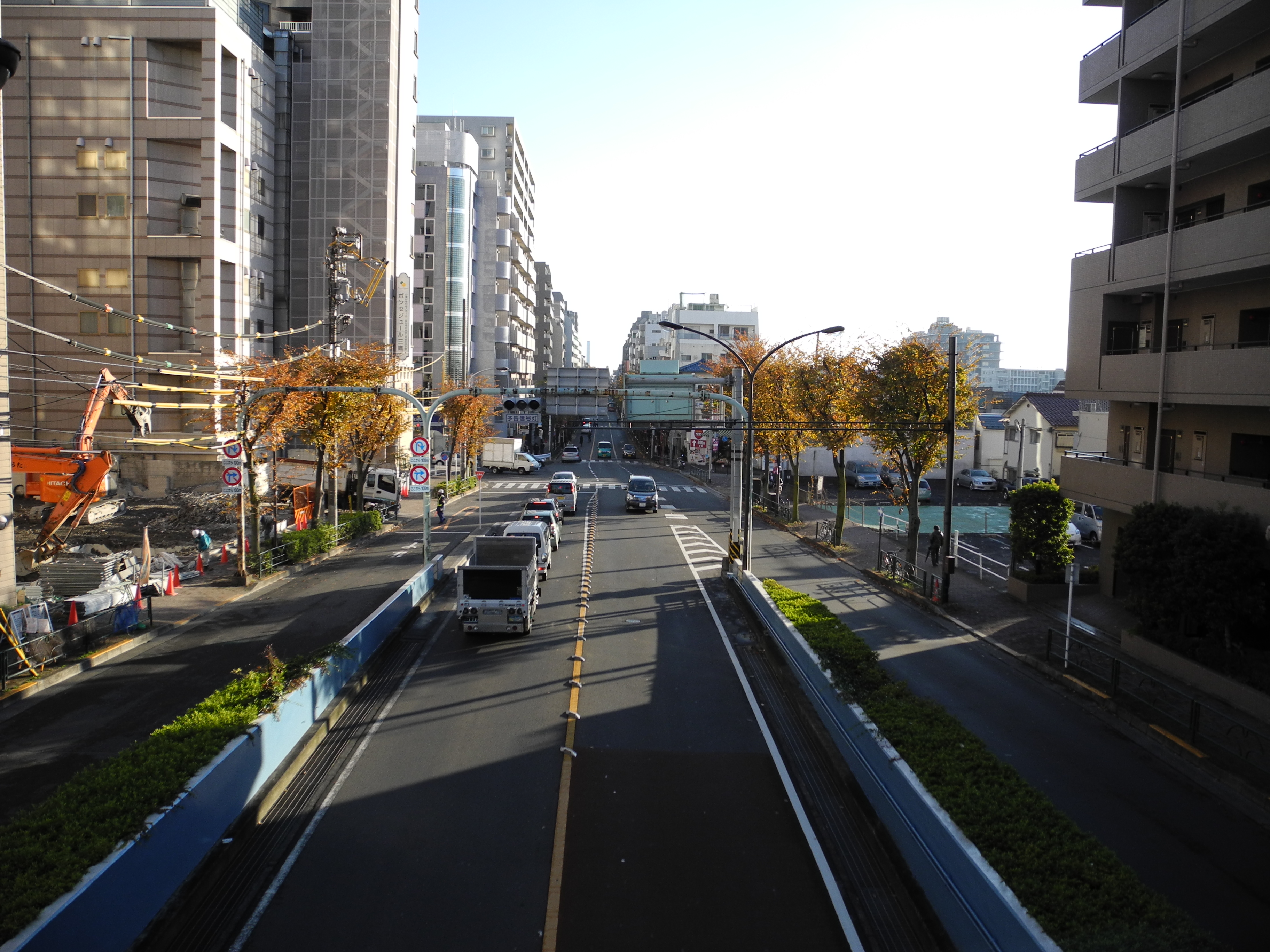
三鷹市
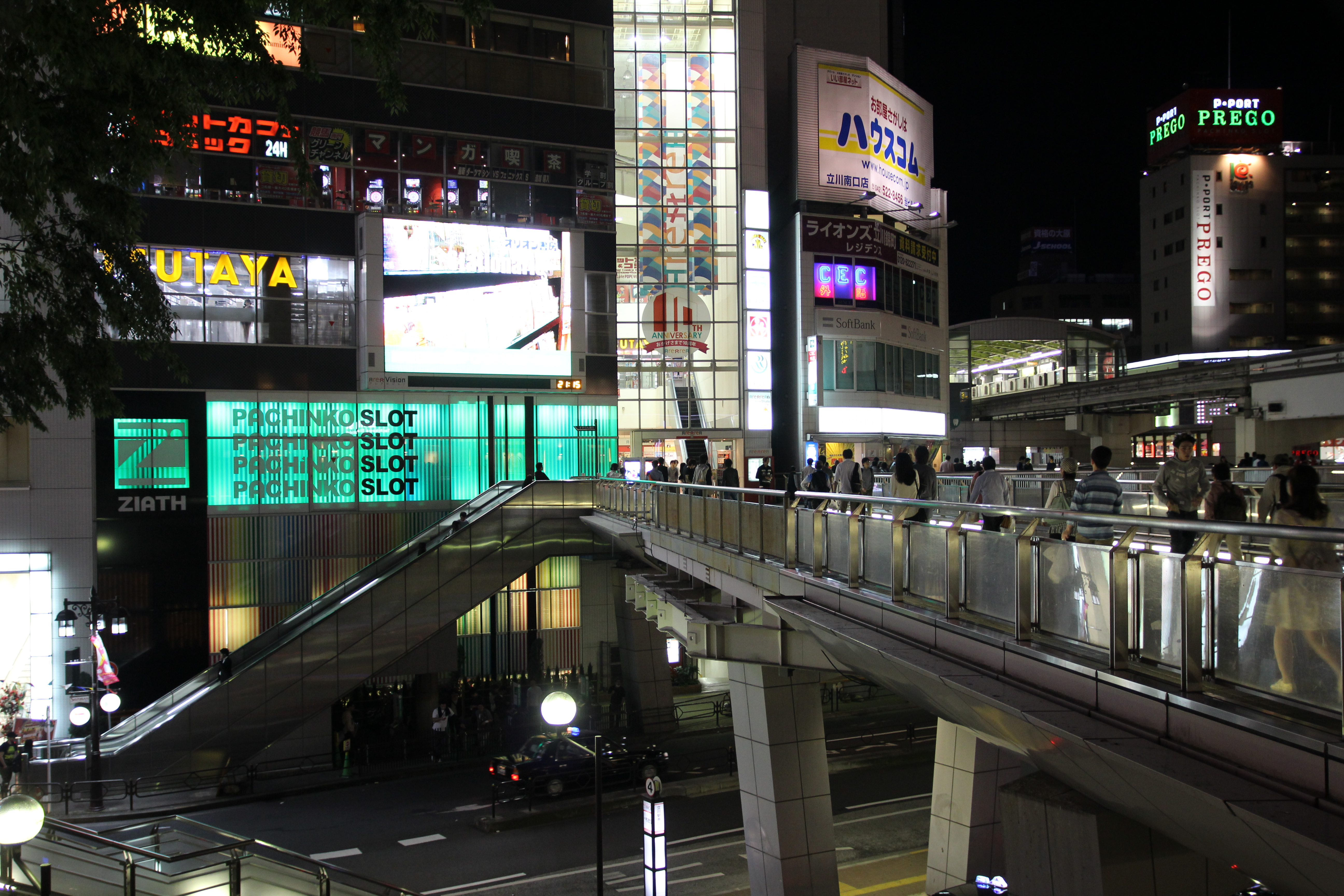
立川市
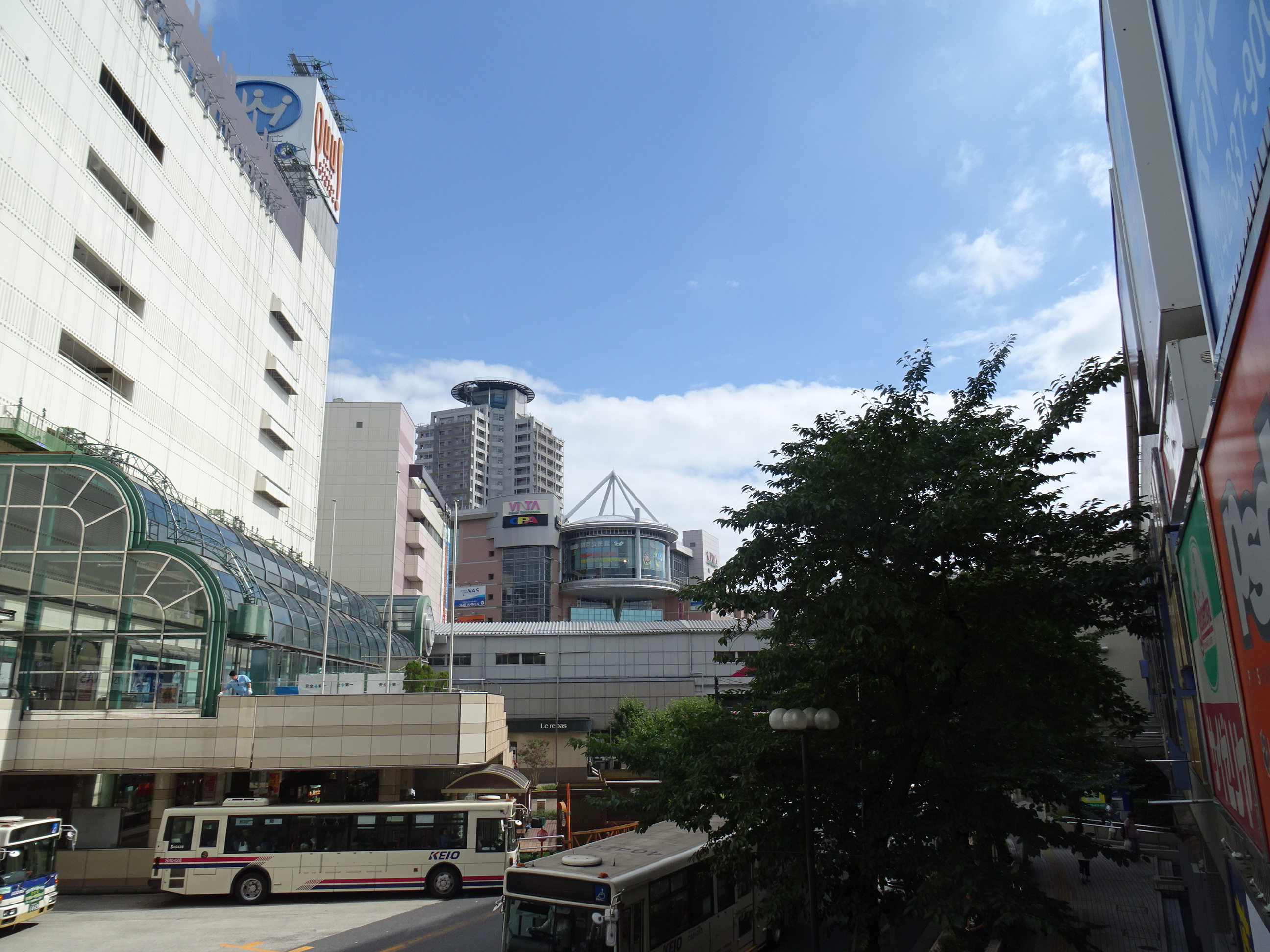
多摩市

### 現行の自治体
2001年以降、多摩地域には26市3町1村、計30の自治体が存在する。
全国地方公共団体コード（市町村コード）では、上2桁の13は東京都、次の桁の2は市、3は町村を表す。下2桁は成立順に付与される。市への移行・合併時には継承されず、新しく付与される。
| 団体コード | 旗 | 章 | 市町村     | 読み             | 郡       | 推計人口    | 面積        | 人口密度      | 成立年月日                 |
| ---------- | -- | -- | ---------- | ---------------- | -------- | ----------- | ----------- | ------------- | -------------------------- |
| 132012     |    |    | 八王子市   | はちおうじし     |          | 577,038人   | 186.38km²   | 03,096人/km²  | 1917年（大正06年）09月01日 |
| 132021     |    |    | 立川市     | たちかわし       |          | 186,274人   | 24.36km²    | 07,647人/km²  | 1940年（昭和15年）12月01日 |
| 132039     |    |    | 武蔵野市   | むさしのし       |          | 150,866人   | 10.98km²    | 013,740人/km² | 1947年（昭和22年）11月03日 |
| 132047     |    |    | 三鷹市     | みたかし         |          | 196,049人   | 16.42km²    | 011,940人/km² | 1950年（昭和25年）11月03日 |
| 132055     |    |    | 青梅市     | おうめし         |          | 129,996人   | 103.31km²   | 01,258人/km²  | 1951年（昭和26年）04月01日 |
| 132063     |    |    | 府中市     | ふちゅうし       |          | 264,403人   | 29.43km²    | 08,984人/km²  | 1954年（昭和29年）04月01日 |
| 132071     |    |    | 昭島市     | あきしまし       |          | 116,242人   | 17.34km²    | 06,704人/km²  | 1954年（昭和29年）05月01日 |
| 132080     |    |    | 調布市     | ちょうふし       |          | 245,587人   | 21.58km²    | 011,380人/km² | 1955年（昭和30年）04月01日 |
| 132098     |    |    | 町田市     | まちだし         |          | 432,336人   | 71.55km²    | 06,042人/km²  | 1958年（昭和33年）02月01日 |
| 132101     |    |    | 小金井市   | こがねいし       |          | 128,423人   | 11.30km²    | 011,365人/km² | 1958年（昭和33年）10月01日 |
| 132110     |    |    | 小平市     | こだいらし       |          | 200,867人   | 20.51km²    | 09,794人/km²  | 1962年（昭和37年）10月01日 |
| 132128     |    |    | 日野市     | ひのし           |          | 192,470人   | 27.55km²    | 06,986人/km²  | 1963年（昭和38年）11月03日 |
| 132136     |    |    | 東村山市   | ひがしむらやまし |          | 152,223人   | 17.14km²    | 08,881人/km²  | 1964年（昭和39年）04月01日 |
| 132144     |    |    | 国分寺市   | こくぶんじし     |          | 132,847人   | 11.46km²    | 011,592人/km² | 1964年（昭和39年）11月03日 |
| 132152     |    |    | 国立市     | くにたちし       |          | 77,007人    | 8.15km²     | 09,449人/km²  | 1967年（昭和42年）01月01日 |
| 132187     |    |    | 福生市     | ふっさし         |          | 56,036人    | 10.16km²    | 05,515人/km²  | 1970年（昭和45年）07月01日 |
| 132195     |    |    | 狛江市     | こまえし         |          | 83,613人    | 6.39km²     | 013,085人/km² | 1970年（昭和45年）10月01日 |
| 132209     |    |    | 東大和市   | ひがしやまとし   |          | 83,436人    | 13.42km²    | 06,217人/km²  | 1970年（昭和45年）10月01日 |
| 132217     |    |    | 清瀬市     | きよせし         |          | 76,832人    | 10.23km²    | 07,510人/km²  | 1970年（昭和45年）10月01日 |
| 132225     |    |    | 東久留米市 | ひがしくるめし   |          | 114,617人   | 12.88km²    | 08,899人/km²  | 1970年（昭和45年）10月01日 |
| 132233     |    |    | 武蔵村山市 | むさしむらやまし |          | 69,359人    | 15.32km²    | 04,527人/km²  | 1970年（昭和45年）11月03日 |
| 132241     |    |    | 多摩市     | たまし           |          | 146,733人   | 21.01km²    | 06,984人/km²  | 1971年（昭和46年）11月01日 |
| 132250     |    |    | 稲城市     | いなぎし         |          | 95,441人    | 17.97km²    | 05,311人/km²  | 1971年（昭和46年）11月01日 |
| 132276     |    |    | 羽村市     | はむらし         |          | 53,519人    | 9.90km²     | 05,406人/km²  | 1991年（平成03年）11月01日 |
| 132284     |    |    | あきる野市 | あきるのし       |          | 77,884人    | 73.47km²    | 01,060人/km²  | 1995年（平成07年）09月01日 |
| 132292     |    |    | 西東京市   | にしとうきょうし |          | 208,145人   | 15.75km²    | 013,216人/km² | 2001年（平成13年）01月21日 |
| 133035     |    |    | 瑞穂町     | みずほまち       | 西多摩郡 | 31,114人    | 16.85km²    | 01,847人/km²  | 1940年（昭和15年）11月10日 |
| 133051     |    |    | 日の出町   | ひのでまち       | 西多摩郡 | 16,274人    | 28.07km²    | 0580人/km²    | 1974年（昭和49年）06月01日 |
| 133078     |    |    | 檜原村     | ひのはらむら     | 西多摩郡 | 1,783人     | 105.41km²   | 016.9人/km²   | 1889年（明治22年）04月01日 |
| 133086     |    |    | 奥多摩町   | おくたままち     | 西多摩郡 | 4,178人     | 225.53km²   | 018.5人/km²   | 1955年（昭和30年）04月01日 |
| 合計       |    |    |            |                  |          | 4,301,592人 | 1,159.82km² | 3,709人/km²   |                            |

### 将来人口推計
2020年（令和2年）国勢調査の結果をもとにした国立社会保障・人口問題研究所による30年後（2050年）までの推計。
|            | 2025年    | 2030年    | 2035年    | 2040年    | 2045年    | 2050年    |
| 合計       | 4,289,857 | 4,311,158 | 4,296,883 | 4,270,996 | 4,230,171 | 4,178,409 |
| ---------- | --------- | --------- | --------- | --------- | --------- | --------- |
| 八王子市   | 579,355   | 577,448   | 571,769   | 563,590   | 553,338   | 543,085   |
| 立川市     | 183,581   | 185,427   | 185,223   | 184,469   | 183,065   | 181,100   |
| 武蔵野市   | 150,149   | 154,175   | 156,616   | 158,625   | 159,716   | 159,750   |
| 三鷹市     | 195,391   | 197,885   | 200,381   | 202,377   | 203,316   | 203,180   |
| 青梅市     | 133,535   | 129,258   | 124,231   | 118,601   | 112,562   | 106,287   |
| 府中市     | 262,790   | 265,595   | 266,159   | 266,090   | 264,965   | 262,933   |
| 昭島市     | 113,949   | 115,091   | 114,338   | 113,199   | 111,610   | 109,677   |
| 調布市     | 242,614   | 248,007   | 251,011   | 253,528   | 254,713   | 254,454   |
| 町田市     | 431,079   | 431,122   | 427,113   | 422,245   | 417,122   | 411,871   |
| 小金井市   | 126,074   | 128,382   | 129,811   | 130,871   | 130,950   | 130,165   |
| 小平市     | 198,739   | 200,960   | 201,789   | 202,385   | 201,590   | 199,893   |
| 日野市     | 190,435   | 192,017   | 192,376   | 191,808   | 190,313   | 188,303   |
| 東村山市   | 151,815   | 152,572   | 152,166   | 151,397   | 150,472   | 149,221   |
| 国分寺市   | 129,242   | 132,238   | 132,981   | 133,480   | 133,144   | 131,964   |
| 国立市     | 77,130    | 77,602    | 77,476    | 77,349    | 76,851    | 75,987    |
| 福生市     | 56,414    | 54,836    | 52,882    | 50,874    | 48,776    | 46,689    |
| 狛江市     | 84,772    | 86,492    | 87,427    | 88,402    | 88,975    | 88,994    |
| 東大和市   | 83,901    | 83,796    | 83,184    | 82,378    | 81,526    | 80,672    |
| 清瀬市     | 76,208    | 75,964    | 75,289    | 74,558    | 73,865    | 73,212    |
| 東久留米市 | 115,271   | 113,646   | 111,745   | 109,977   | 108,383   | 106,934   |
| 武蔵村山市 | 70,829    | 70,665    | 69,857    | 68,906    | 67,964    | 67,047    |
| 多摩市     | 146,951   | 146,282   | 144,259   | 141,696   | 138,846   | 136,181   |
| 稲城市     | 93,151    | 96,490    | 98,447    | 99,886    | 100,816   | 101,225   |
| 羽村市     | 54,326    | 52,756    | 50,837    | 48,784    | 46,678    | 44,549    |
| あきる野市 | 79,292    | 77,773    | 75,649    | 73,283    | 70,890    | 68,618    |
| 西東京市   | 207,388   | 210,968   | 212,640   | 213,841   | 214,300   | 213,944   |
| 瑞穂町     | 31,765    | 30,572    | 29,194    | 27,680    | 26,092    | 24,453    |
| 日の出町   | 16,958    | 16,933    | 16,277    | 15,465    | 14,614    | 13,831    |
| 檜原村     | 2,003     | 1,800     | 1,648     | 1,490     | 1,338     | 1,186     |
| 奥多摩町   | 4,750     | 4,406     | 4,108     | 3,762     | 3,381     | 3,004     |

### 廃止になった自治体
市町村コードが制定された1968年（昭和43年）以降の自治体を記す。廃止時の人口は住民基本台帳に基づく。
| 番号 | 市町村コード | 市       | 廃止時の人口 | 面積      | 人口密度     | 成立                       | 廃止                       | 移行後の自治体 |
| ---- | ------------ | -------- | ------------ | --------- | ------------ | -------------------------- | -------------------------- | -------------- |
| 01   | 13216        | 田無市   | 77,737人     | 6.80 km2  | 11,432人/km2 | 1967年（昭和42年）01月01日 | 2001年（平成13年）01月21日 | 西東京市       |
| 02   | 13217        | 保谷市   | 101,962人    | 9.05 km2  | 11,267人/km2 | 1967年（昭和42年）01月01日 | 2001年（平成13年）01月21日 | 西東京市       |
| 03   | 13226        | 秋川市   | 54,126人     | 22.44 km2 | 2,412人/km2  | 1972年（昭和47年）05月05日 | 1995年（平成07年）09月01日 | あきる野市     |
| 04   | 13301        | 福生町   |              |           |              | 1940年（昭和15年）11月10日 | 1970年（昭和45年）07月01日 | 福生市         |
| 05   | 13302        | 羽村町   |              |           |              | 1956年（昭和31年）10月01日 | 1991年（平成03年）11月01日 | 羽村市         |
| 06   | 13304        | 秋多町   |              |           |              | 1955年（昭和30年）04月01日 | 1972年（昭和47年）05月05日 | 秋川市         |
| 07   | 13305        | 日の出村 |              |           |              | 1955年（昭和30年）06月01日 | 1974年（昭和49年）06月01日 | 日の出町       |
| 08   | 13306        | 五日市町 | 22,252人     | 50.90 km2 | 437人/km2    | 1889年（明治22年）04月01日 | 1995年（平成07年）09月01日 | あきる野市     |
| 09   | 13320        | 南多摩郡 |              |           |              | 1878年（明治11年）11月18日 | 1971年（昭和46年）11月01日 |                |
| 10   | 13321        | 多摩町   |              |           |              | 1964年（昭和39年）04月01日 | 1971年（昭和46年）11月01日 | 多摩市         |
| 11   | 13322        | 稲城町   |              |           |              | 1957年（昭和32年）04月01日 | 1971年（昭和46年）11月01日 | 稲城市         |
| 12   | 13340        | 北多摩郡 |              |           |              | 1878年（明治11年）07月22日 | 1970年（昭和45年）11月03日 |                |
| 13   | 13341        | 狛江町   |              |           |              | 1952年（昭和27年）11月10日 | 1970年（昭和45年）10月01日 | 狛江市         |
| 14   | 13342        | 村山町   |              |           |              | 1952年（昭和27年）11月10日 | 1970年（昭和45年）11月03日 | 武蔵村山市     |
| 15   | 13343        | 大和町   |              |           |              | 1954年（昭和29年）05月03日 | 1970年（昭和45年）10月01日 | 東大和市       |
| 16   | 13344        | 清瀬町   |              |           |              | 1954年（昭和29年）04月05日 | 1970年（昭和45年）10月01日 | 清瀬市         |
| 17   | 13345        | 久留米町 |              |           |              | 1956年（昭和31年）08月01日 | 1970年（昭和45年）10月01日 | 東久留米市     |

### 地域区分
- 北多摩地域（17市）

立川市・武蔵野市・三鷹市・府中市・昭島市・調布市・小金井市・小平市・東村山市・国分寺市・国立市・狛江市・東大和市・清瀬市・東久留米市・武蔵村山市・西東京市
- 南多摩地域（5市）

八王子市・町田市・日野市・多摩市・稲城市
- 西多摩地域（4市3町1村）

青梅市・福生市・羽村市・あきる野市・瑞穂町・日の出町・檜原村・奥多摩町

### 自治体歌
多摩地域での自治体歌の制定は、三多摩で最初となる1917年（大正6年）10月1日に市制施行した八王子市の市制20周年記念として1936年（昭和11年）に制定された「八王子市歌」が嚆矢とされる。この「八王子市歌」は多摩地域最初の市歌であると同時に戦前から変わらず演奏され続けており、東京都内の現行の区歌・市町村歌としても（東京市廃止後に都が引き継いだ「東京市歌」を別にすれば）最古である。最も新しいものは、2021年（令和3年）11月に市制施行50周年を記念して制定された「稲城市歌」である。また東村山市では、市制施行の直前に作られた「東村山音頭」が市歌に相当するシンボルソングとして演奏されている。
20世紀末から21世紀初頭に合併して誕生した自治体では、西東京市が合併3周年を記念して2004年（平成16年）1月21日に新しい市歌「大好きです、西東京」を制定した（合併前にあった「保谷市歌」は廃止）ほか、あきる野市ではイメージソング「美しい街のバラード」を2002年（平成14年）に作成した（合併前にあった「秋川市の歌」は廃止）。
正式な市町村歌がない自治体では北多摩北部を中心にイメージソングなどの形で何らかの楽曲を作成している場合があるが、昭島市では市歌・イメージソング等のいずれも作成しておらず、市民音頭「昭島音頭」「新あきしま音頭」の作成のみに留まっている。清瀬市は小金井市の調査では「無し」とされているが、1997年（平成9年）に作成された「清瀬讃歌」が市の行事で演奏されている。

### ナンバープレート
多摩地域のナンバープレートは以下のように区分される。当初は多摩ナンバーのみだったが、1985年2月4日、東京陸運事務所多摩支所（当時）の管轄区域を分割する形で、多摩地域西部を管轄する八王子自動車検査登録事務所が設置され、八王子ナンバーが誕生した。
多摩ナンバー
- 立川市・武蔵野市・三鷹市・府中市・昭島市・調布市・町田市・小金井市・小平市・東村山市・国分寺市・国立市・狛江市・東大和市・清瀬市・東久留米市・武蔵村山市・多摩市・稲城市・西東京市

八王子ナンバー
- 八王子市・青梅市・日野市・福生市・羽村市・あきる野市・西多摩郡（瑞穂町・日の出町・檜原村・奥多摩町）

### イベント
1993年（平成5年）4月25日から同年11月7日まで、多摩東京移管100周年記念事業として、市民、大学、企業等が市町村、東京都と提携してTAMAらいふ21が開催された。

### 広域行政
多摩地域の自治体は公営競技、ゴミ処理などで一部事務組合を作っている。なお、以下はそのすべてではない。
多摩地域の消防については、かつてはすべての市町村が単独および組合の消防本部を設置していたが、現在では稲城市を除いて東京都区部(東京23区)の消防本部である東京消防庁へ委託する形となっている（自治体が設置した一部事務組合ではない）。
- 東京市町村総合事務組合 - 東京都の全市町村（多摩地域および島嶼）で組織し、東京自治会館を運営する。
- 多摩北部都市広域行政圏協議会 - 小平市、東村山市、清瀬市、東久留米市、西東京市の5市で施設の相互利用、イベントの共同開催を行っている。
- 西多摩地域広域行政圏協議会 - かつて西多摩郡に属していた青梅市、福生市、羽村市、あきる野市を含め、瑞穂町、奥多摩町、日の出町、檜原村の4市3町1村で、単独の自治体では処理が困難な行政課題に対応することを目的に組織されている。

#### 公営競技
- 東京都十一市競輪事業組合 - 八王子市、武蔵野市、青梅市、昭島市、調布市、町田市、小金井市、小平市、日野市、東村山市、国分寺市の11市で京王閣競輪を開催している。
- 東京都六市競艇事業組合 - 八王子市、武蔵野市、昭島市、調布市、町田市、小金井市の6市で江戸川競艇を開催している。
- 東京都三市収益事業組合 - 多摩市、稲城市、あきる野市の3市で江戸川競艇を開催している。
- 東京都四市競艇事業組合 - 小平市、日野市、東村山市、国分寺市の4市で多摩川競艇を開催している。

#### ごみ・し尿処理
- 東京たま広域資源循環組合 - あきる野市、奥多摩町、日の出町、檜原村を除く25市1町で、日の出町にある谷戸沢廃棄物広域処分場および二ッ塚廃棄物広域処分場の運営、エコセメント事業を行っている。
- 柳泉園組合[16] - 清瀬市、東久留米市、西東京市の3市で、東久留米市にある清掃工場「柳泉園クリーンポート」、野球場等併設の余熱利用浴場施設「柳泉園グランドパーク」を運営している。
- 小平・村山・大和衛生組合[17] - 小平市、武蔵村山市、東大和市の3市で、小平市中島町2-1にある清掃工場[18]、東大和市にある資源物中間処理施設「エコプラザ スリーハーモニー」を運営している[18]。
- 西多摩衛生組合[19] - 青梅市、福生市、羽村市、瑞穂町の3市1町で、羽村市にある「環境センター」、体育館等併設の余熱利用浴場施設「フレッシュランド西多摩」を運営している。
- 西秋川衛生組合[20] - あきる野市、日の出町、檜原村の1市1町1村で、あきる野市にある清掃工場「高尾清掃センター」、最終処分場 「御前石最終処分場」「第2御前石最終処分場」を運営している。奥多摩町は2011年（平成23年）10月3日に加入。奥多摩町のごみの搬入時期は、建設中の新炉（熱回収施設）試験運転開始日の2013年（平成25年）12月以降の予定とした。また、あきる野市でし尿処理施設「玉美園」を運営していたが[21]、2019年（平成31年）3月に「玉美園」の敷地の一部に新施設「汚泥再生処理センター」を整備し[22]、旧施設は解体された。
- 多摩川衛生組合[23] - 1963年（昭和38年）9月設立[24]。狛江市、稲城市、府中市、国立市の4市で、稲城市にある清掃工場「クリーンセンター多摩川」を運営している。1999年（平成11年）に多摩市が脱退。同年に二枚橋焼却場の建て替え計画頓挫により府中市が加入。1999年（平成11年）4月に国立市が加入。
- 多摩ニュータウン環境組合[25] - 多摩市全域および八王子市・町田市の多摩ニュータウン地区で構成[26]。多摩市にある「多摩清掃工場」を運営している。
- ふじみ衛生組合[27] - 三鷹市、調布市の2市で構成。1960年（昭和35年）1月19日設立[28]。当初はし尿処理施設の共同化を目的に設立された[28]。調布市深大寺東町にある可燃ごみ処理施設「クリーンセンターふじみ」、不燃ゴミ処理施設「リサイクルセンター」を運営している。二枚橋衛生組合の解散により清掃工場を新設した。また調布市は二枚橋焼却場の跡地（調布市野水2丁目1番地1）に「調布市クリーンセンター」を建設し、2018年（平成30年）12月17日に完成[29]。深大寺東町にあった旧「調布市クリーンセンター」を移転し、翌2019年（平成31年）4月より本格稼働開始した[29]。
- 浅川清流環境組合[30] - 小金井市、日野市、国分寺市の3市により、2015年に設立。既存の日野市の施設「日野市クリーンセンター[31] 」（日野市石田1丁目210番地の2）の敷地内に建て替えの形で、3市合同の可燃ごみ処理施設を建設。2020年（令和2年）4月1日より本格稼働を開始した[32]。
- 二枚橋衛生組合（廃止） - 府中市、調布市、小金井市の3市で、調布市野水2-1-1に可燃ごみ焼却施設「二枚橋焼却場」を運営していた。1957年2月に設立、2010年3月に解散[33]。清掃工場の老朽化による建て替え計画に対し、小金井市内の市民団体による反対運動が起きたことから「小金井ごみ問題」が発生、建て替えが頓挫して解散した。
- 武蔵野三鷹地区保健衛生組合（廃止）[34] - 武蔵野市、三鷹市の2市で構成[34]。1955年（昭和30年）1月に設立され、三鷹市内にごみ焼却施設「ふじみ処理場」を建設して可燃ごみ共同処理を行っていた[34]。1984年（昭和59年）に武蔵野市に可燃ごみ焼却場「組合立第2処理場」が完成[34][35]、同時に「ふじみ処理場」は「組合立第1処理場」となり、各市内でごみ処理を行うこととした[34]。同組合は2003年3月31日に解散[34] 。組合解散後は、武蔵野市内の旧「組合立第2処理場」は武蔵野市クリーンセンターとして引き続き稼働してきたが、2016年（平成28年）12月に稼働終了[35]。同年秋に2代目となる武蔵野市クリーンセンターが完成し[35]、翌2017年（平成29年）4月1日より本格稼働開始した[35]。また三鷹市内の「組合立第1処理場」も稼働を続けていたが[34]、2012年にクリーンセンターふじみが完成し、調布市との共同処理を開始した（経緯については二枚橋衛生組合も参照）。
- 湖南衛生組合[36] - 1961年（昭和36年）6月設立[36]。立川市、武蔵野市、小金井市、小平市、国分寺市、東大和市、武蔵村山市の7市で、武蔵村山市にあるし尿処理施設と、敷地内に設けられた「湖南菖蒲園[37]」を運営している[36]。
- その他、下水道と水洗トイレの普及により、し尿処理の共同運営を終了した一部事務組合もある。

#### その他
- 昭和病院組合 - 小金井市、小平市、東村山市、東久留米市、清瀬市、東大和市、西東京市の7市で、小平市内に公立昭和病院を運営している。
- 福生病院組合 - 福生市、羽村市、瑞穂町の2市1町で、福生市内に公立福生病院 を運営している。2001年（平成13年）、東京都国民健康保険団体連合会から経営移管された。
- 阿伎留病院組合 - あきる野市、日の出町、檜原村の1市1町1村で、あきる野市内に公立阿伎留医療センターを運営している。
- 多摩六都科学館組合 - 小平市、東村山市、清瀬市、東久留米市、西東京市の5市[38]で、西東京市にある多摩六都科学館を運営している。
- 羽村・瑞穂地区学校給食組合- 羽村市、瑞穂町の1市1町で、羽村市内にある2つの学校給食センターを運営している。
- 瑞穂斎場組合 - 福生市、羽村市、武蔵村山市、瑞穂町、埼玉県入間市の4市1町で、瑞穂町内に瑞穂斎場を運営している。
- 南多摩斎場組合- 八王子市、町田市、日野市、多摩市、稲城市の5市で、町田市内に南多摩斎場を運営している。
- 秋川流域斎場組合- あきる野市、日の出町、檜原村の1市1町1村で、日の出町内にひので斎場を運営している。
- 立川・昭島・国立聖苑組合-  立川市、昭島市、国立市の3市で、立川市内に火葬場立川聖苑を運営している。
- 青梅・羽村地区工業用水道企業団- 青梅市、羽村市の2市で、羽村市内にある配水所を運営している。

## 観光
多摩地域の観光地を参照。

## 交通
主要幹線鉄道は、明治から昭和初期にかけて完成している。

### 鉄道
主な多摩地域の主要駅は立川駅・町田駅・八王子駅・吉祥寺駅・調布駅・府中駅である。
東日本旅客鉄道（JR東日本）
■ 中央本線
- ■ 快速 :  - 吉祥寺駅 - 三鷹駅 - 武蔵境駅 - 東小金井駅 - 武蔵小金井駅 - 国分寺駅 - 西国分寺駅 - 国立駅 - 立川駅 - 日野駅 - 豊田駅 - 八王子駅 - 西八王子駅 - 高尾駅
- ■ 各駅停車 :  - 吉祥寺駅 - 三鷹駅
- 旧甲武鉄道。1889年（明治22年）開通。

■ 青梅線（全線）
- 立川駅 - 西立川駅 - 東中神駅 - 中神駅 - 昭島駅 - 拝島駅 - 牛浜駅 - 福生駅 - 羽村駅 - 小作駅 - 河辺駅 - 東青梅駅 - 青梅駅 - 宮ノ平駅 - 日向和田駅 - 石神前駅 - 二俣尾駅 - 軍畑駅 - 沢井駅 - 御嶽駅 - 川井駅 - 古里駅 - 鳩ノ巣駅 - 白丸駅 - 奥多摩駅
- 旧青梅電気鉄道。1894年（明治27年）開通。

■ 横浜線
- - 成瀬駅 - 町田駅 - ...（相模原市） - 相原駅 - 八王子みなみ野駅 - 片倉駅 - 八王子駅
- 旧横浜鉄道。1908年（明治41年）開通。

■ 五日市線（全線）
- 拝島駅 - 熊川駅 - 東秋留駅 - 秋川駅 - 武蔵引田駅 - 武蔵増戸駅 - 武蔵五日市駅
- 旧五日市鉄道。1925年（大正14年）開通。

■ 南武線
- - 矢野口駅 - 稲城長沼駅 - 南多摩駅 - 府中本町駅 - 分倍河原駅 - 西府駅 - 谷保駅 - 矢川駅 - 西国立駅 - 立川駅
- 旧南武鉄道。1927年（昭和2年）開通。

■ 八高線
- 八王子駅 - 北八王子駅 - 小宮駅 - 拝島駅 - 東福生駅 - 箱根ケ崎駅 -
- 1931年（昭和6年）開通。

■ 武蔵野線
- 本線 :  - 府中本町駅 - 北府中駅 - 西国分寺駅 - 新小平駅 - 新秋津駅 -
- 国立支線 : 新小平駅 - 国立駅
- 1978年（昭和53年）全線開通。

京王電鉄（京王）
 京王線
- - 仙川駅 - つつじヶ丘駅 - 柴崎駅 - 国領駅 - 布田駅 - 調布駅 - 西調布駅 - 飛田給駅 - 武蔵野台駅 - 多磨霊園駅 - 東府中駅 - 府中駅 - 分倍河原駅 - 中河原駅 - 聖蹟桜ヶ丘駅 - 百草園駅 - 高幡不動駅 - 南平駅 - 平山城址公園駅 - 長沼駅 - 北野駅 - 京王八王子駅

 相模原線
- 調布駅 - 京王多摩川駅 - （京王稲田堤駅:川崎市） - 京王よみうりランド駅 - 稲城駅 - （若葉台駅:川崎市） - 京王永山駅 - 京王多摩センター駅 - 京王堀之内駅 - 南大沢駅 - 多摩境駅 - （橋本駅:相模原市）

 競馬場線（全線）
- 東府中駅 - 府中競馬正門前駅

 動物園線（全線）
- 高幡不動駅 - 多摩動物公園駅

 高尾線（全線）
- 北野駅 - 京王片倉駅 - 山田駅 - めじろ台駅 - 狭間駅 - 高尾駅 - 高尾山口駅

 井の頭線
- - 三鷹台駅 - 井の頭公園駅 - 吉祥寺駅
- 旧京王電気軌道。1913年（大正2年）開通。

- 旧玉南電気鉄道。1925年（大正14年）開通。

小田急電鉄（小田急）
 小田原線
- - 狛江駅 - 和泉多摩川駅 - ...（川崎市） - 鶴川駅 - 玉川学園前駅 - 町田駅 -
- 旧小田原急行鉄道。1927年（昭和2年）開通。

 多摩線
- - 小田急永山駅 - 小田急多摩センター駅 - 唐木田駅

東急電鉄（東急）
 東急田園都市線
- - つくし野駅 - すずかけ台駅 - 南町田グランベリーパーク駅 -

西武鉄道（西武）
 池袋線
- - 保谷駅 - ひばりヶ丘駅 - 東久留米駅 - 清瀬駅 - 秋津駅 -

 新宿線
- - 東伏見駅 - 西武柳沢駅 - 田無駅 - 花小金井駅 - 小平駅 - 久米川駅 - 東村山駅 -

 拝島線（全線）
- 小平駅 - 萩山駅 - 小川駅 - 東大和市駅 - 玉川上水駅 - 武蔵砂川駅 - 西武立川駅 - 拝島駅

 多摩湖線（全線）
- 国分寺駅 - 一橋学園駅 - 青梅街道駅 - 萩山駅 - 八坂駅 - 武蔵大和駅 - 多摩湖駅

 国分寺線（全線）
- 国分寺駅 - 恋ヶ窪駅 - 鷹の台駅 - 小川駅 - 東村山駅

 西武園線（全線）
- 東村山駅 - 西武園駅

 多摩川線（全線）
- 武蔵境駅 - 新小金井駅 - 多磨駅 - 白糸台駅 - 競艇場前駅 - 是政駅

 山口線
- 多摩湖駅 -
- 旧川越鉄道。1894年（明治27年）開通。

- 旧武蔵野鉄道。1915年（大正4年）開通。

- 旧多摩湖鉄道。1928年（昭和3年）開通。

多摩都市モノレール
多摩都市モノレール線（全線）
- 上北台駅 - 桜街道駅 - 玉川上水駅 - 砂川七番駅 - 泉体育館駅 - 立飛駅 - 高松駅 - 立川北駅 - 立川南駅 - 柴崎体育館駅 - 甲州街道駅 - 万願寺駅 - 高幡不動駅 - 程久保駅 - 多摩動物公園駅 - 中央大学・明星大学駅 - 大塚・帝京大学駅 - 松が谷駅 - 多摩センター駅
- 1998年（平成10年）開業。

### バス
多摩地域内のバス営業所のみ記載。
- 京王電鉄バスグループ
府中市に本社と営業所、八王子市、多摩市、日野市、調布市、小金井市に営業所
- 西東京バス（京王グループ）
八王子市に本社と営業所、青梅市、あきる野市、奥多摩町に営業所・車庫
- 立川バスグループ（小田急グループ）
立川市に本社と営業所、福生市に営業所
- 小田急バス
調布市に本社、武蔵野市、狛江市に営業所
- 西武バス
東久留米市、西東京市、小平市、立川市に営業所・車庫
- 関東バス
武蔵野市に営業所
- 都営バス
青梅市に支所を設置、同市を中心に小平市まで路線を運行
- 神奈川中央交通グループ（小田急グループ）
町田市、八王子市（営業所名は"多摩"）に営業所
- 銀河鉄道
東村山市に本社と営業所

運賃制度については#範囲も参照。

#### コミュニティバス
多摩地域は都心のベッドタウンとして開発が進んだ一方、急激な宅地化と人口増加に見合った交通網の整備が遅れたため交通不便地域が多く、早くからコミュニティバスが発達した地域でもあった。1980年代から各地でコミュニティバスの運行が開始され、最も早期のものは1980年（昭和55年）に開業した武蔵村山市内循環バスで、次いで1986年に日野市ミニバスが開業した。
1990年代に入ると、1995年に武蔵野市でムーバスが開業し、成功を収めて全国にコミュニティバスが広まる契機となった。1996年には合併前の保谷市でキャンバス（現：はなバス）が開業している。また府中市のように市が1997年に小型バスを購入しバス事業者に寄贈した上で路線開設を求め、それが後にコミュニティバス（現：ちゅうバス）へ発展した例もある。
1990年代後半から2000年代にかけては相次いで、多摩地域の各地でコミュニティバス路線が開設された。多くの自治体で、誰でも利用できる有償のコミュニティバス（乗合バス）、または住民限定で運賃無料の福祉バスの運行を行っている。檜原村デマンドバスでは一般路線バスのフィーダー線として、定時便のほかに予約がある場合のみ運行する予約便を運行している。
コミュニティバス（誰でも利用できる有償の乗合バス）を運行している自治体
武蔵村山市、日野市、武蔵野市、西東京市、多摩市、町田市（まちっこ、玉川学園コミュニティバス、かわせみ号）、三鷹市、調布市、あきる野市、昭島市、稲城市、立川市、東村山市、東大和市、小金井市、国立市、八王子市、国分寺市、府中市、小平市、羽村市、清瀬市、狛江市、檜原村（デマンドバス）、瑞穂町
コミュニティバス（自治体住民限定の無料福祉バス）のみ運行している自治体
日の出町 - 乗合コミュニティバス「日の出ユートピア号」を廃止して町民専用に転換
福生市 - 市民・町民専用の無料福祉バスのみ運行
過去に瑞穂町が運転していたが、2021年10月を以て、前述の通りコミュニティバス転換された。 
コミュニティバスを運行していない自治体
東久留米市、青梅市、奥多摩町
- 東久留米市では、2020年から利用対象者限定で事前登録が必要な有償のデマンド型交通を運行している[44]。
- 青梅市では1970年代に民営バス会社が市内の路線を多数廃止したため、その代替として市内にバス路線を保有している東京都交通局青梅支所[注 6]に運行の引き継ぎを依頼し、赤字補填のために交通局に対して補助金を支出している。このため、青梅市では市が主体となってコミュニティバスの運行を行っていない[45]。
- 奥多摩町内の一部には、隣接する山梨県小菅村の村営バスが乗り入れている[46]。

### 道路
- 東名高速道路
  - 横浜町田IC
- 中央自動車道
  - 調布IC
  - 稲城IC
  - 府中SIC
  - 国立府中IC
  - 八王子IC
- 首都圏中央連絡自動車道（圏央道）
  - 青梅IC
  - 日の出IC
  - あきる野IC
  - 八王子西IC
  - 高尾山IC
- 国道16号
  - 保土ヶ谷バイパス
  - 大和バイパス
  - 八王子バイパス
  - 瑞穂バイパス
- 国道20号
  - 日野バイパス
  - 八王子南バイパス
- 国道246号
- 国道411号
- 東京都道

### 空路
- 新中央航空が調布飛行場と伊豆諸島各島と定期便を運用している。

## ゆかりの作品など
多摩地域を舞台にした文芸作品には、著名なものとしては国木田独歩の『武蔵野』や大岡昇平の『武蔵野夫人』などがある。戦前に吉祥寺に在住していた横溝正史には、『真珠郎』（吉祥寺）、『黒猫亭事件』（武蔵野の面影が残る町）、『殺人鬼』（吉祥寺）、『夜歩く』（小金井市）、『女王蜂』（青梅市）など多数の作品がある。他の作家の近年の作品としては、武蔵村山市を舞台にした『OUT』、国分寺市の『さらば国分寺書店のオババ』、村上龍の芥川賞受賞作で福生市が舞台の『限りなく透明に近いブルー』、三津田信三の奥多摩を舞台にした推理小説『首無の如き祟るもの』、米澤穂信の武蔵野市を舞台にした『追想五断章』などがある。
また漫画作品では、東久留米市の『めぞん一刻』、吉祥寺の『GTO』『ろくでなしBLUES』、国立市の『姫ちゃんのリボン』、福生市の『河よりも長くゆるやかに』などがある。杉並区や練馬区と並ぶアニメスタジオの地盤ともなっており、スタジオジブリが小金井市に、タツノコプロが武蔵野市に、シンエイ動画が西東京市に、日本アニメーションが多摩市に本社を置いているなど大小スタジオが多数ある。スタジオジブリのアニメ作品には多摩市を舞台にした『平成狸合戦ぽんぽこ』『耳をすませば』（アニメ映画版）がある。
音楽では、TM NETWORKは「多摩 (TaMa) 」が語源であり（TM NETWORK#ユニット名も参照）、メンバーの小室哲哉は府中市、宇都宮隆と木根尚登は立川市と、全員が多摩地域の出身である。
他にもRCサクセションの「多摩蘭坂」などもある。